# R. Jay Soward
Rodney Jay Soward (Rialto, 16 gennaio 1978) è un ex giocatore di football americano statunitense che ha militato nel ruolo di wide receiver nella National Football League (NFL) e nella Canadian Football League (CFL).

## Carriera
Al college Soward giocò a football a USC. Fu scelto come ventinovesimo assoluto dai Jacksonville Jaguars nel Draft NFL 2000. In seguito il giocatore ricordò la pressione di essere una scelta del primo giro, affermando che avrebbe preferito essere stato scelto nel secondo da New Orleans.
Dopo comportamenti negativi nel training camp, ancora prima della sua prima partita sotto la direzione dell'allenatore Tom Coughlin (che giunse sino a mandare una limousine a spese della squadra a prelevare Soward ogni giorno prima degli allenamenti solo perché fosse presente), fu sospeso diverse volte dalla NFL per avere violato la politica della lega sull'abuso di sostanze.
Soward fu dichiarato inattivo per la prima partita della stagione 2000 ma disputò le successive dodici. Fu inattivo nella settimana 15 contro gli Arizona Cardinals per avere violato una regola della squadra e tornò nel turno successivo prima di essere inserito nella lista degli infortuni non legati al football il 21 dicembre 2000, chiudendo la sua stagione.
Il 9 giugno 2001 Soward fu sospeso per le prime quattro gare della stagione 2001 per abuso di sostanze. L'11 ottobre fu sospeso per ulteriori sei partite per la stessa motivazione. Non scese più in campo nella NFL e nel 2004 firmò con i Toronto Argonauts della CFL. Vi giocò fino a quando fu svincolato il 15 dicembre 2006 dopo di che si guadagnò da vivere riparando televisori. Nel 2012 fece un'ultima apparizione nel mondo del football giocando una stagione per gli Ontario Warriors della American Indoor Football.